# Commiphora gileadensis
Commiphora gileadensis là một loài thực vật có hoa trong họ Burseraceae. Loài này được (L.) C.Chr. mô tả khoa học đầu tiên năm 1922.